# Eishockey-Oberliga 1958/59
Die Saison 1958/59 der Eishockey-Oberliga war die erste Spielzeit der Spielklasse als zweithöchste deutsche Eishockeyliga unter der Bundesliga. 
In die Bundesliga stiegen der VfL Bad Nauheim sowie der ESV Kaufbeuren auf, Absteiger gab es aufgrund der Aufstockung der Liga zur folgenden Spielzeit keine. Für die Oberliga 1959/60 qualifizierten sich der Meister der Landesliga Bayern EV Landsberg. Der ERV Ravensburg (Baden-Württemberg-Meister) und die SG Nürnberg (Zweiter Landesliga Bayern) rückten nach, nachdem die Aufstockung der Oberliga beschlossen worden war. 

## Teilnehmer
Neben den vier Mannschaften, die sich in der vorangegangenen Spielzeit nicht für die neue Bundesliga qualifiziert hatten, nahmen zudem der TuS Eintracht Dortmund als Meister der Landesliga NRW, der Berliner Schlittschuhclub als Meister der Landesliga Berlin sowie der SC Ziegelwies und der TEV Miesbach als Meister beziehungsweise Vizemeister der Landesliga Bayern teil.
- VfL Bad Nauheim
- Berliner Schlittschuhclub (Aufsteiger)
- TuS Eintracht Dortmund (Aufsteiger)
- ESV Kaufbeuren
- Kölner EK
- EV Landshut
- TEV Miesbach (Aufsteiger)
- SC Ziegelwies (Aufsteiger)

## Modus
Die acht teilnehmenden Mannschaften spielten eine Einfachrunde aus, sodass jeder Verein jeweils ein Heim- und ein Auswärtsspiel gegen die übrigen Mannschaften bestritt. Die beiden Erstplatzierten stiegen am Saisonende in die Bundesliga auf. Der Tabellenletzte sollte in die Landesliga absteigen. Durch die kurzfristige Aufstockung der Oberliga entfiel der Abstieg. 

## Abschlusstabelle
|    |                           | Sp | S  | U | N  | Tore    | Punkte |
| -- | ------------------------- | -- | -- | - | -- | ------- | ------ |
| 1. | VfL Bad Nauheim           | 14 | 13 | 0 | 01 | 095:034 | 26:02  |
| 2. | ESV Kaufbeuren            | 14 | 12 | 0 | 02 | 123:057 | 24:04  |
| 3. | Eintracht Dortmund        | 14 | 9  | 1 | 04 | 076:044 | 19:09  |
| 4. | EV Landshut               | 14 | 07 | 0 | 07 | 069:059 | 14:14  |
| 5. | SC Ziegelwies             | 14 | 05 | 0 | 09 | 072:101 | 10:18  |
| 6. | TEV Miesbach              | 14 | 05 | 0 | 09 | 067:096 | 10:18  |
| 7. | Berliner Schlittschuhclub | 14 | 02 | 2 | 10 | 065:103 | 06:22  |
| 8. | Kölner EK                 | 14 | 0  | 3 | 11 | 036:109 | 03:25  |

Abkürzungen: Sp = Spiele, S = Siege, U = Unentschieden, N = Niederlagen

Aufstieg in die Bundesliga

## Aufstieg in die Oberliga
Gruppe Nord
Der Niedersachsen-Meister RESG Hannover und der NRW-Meister Essener RSC verzichteten. Der Hessen-Meister VfL Bad Nauheim Jugend war nicht aufstiegsberechtigt. Das Finale spielten daher die Landesligameister Berlins und Hamburgs:
- EG Brandenburg-Preussen Berlin - Hamburger EG 6:4

Gruppe Süd
Baden stellte keinen Teilnehmer; das Finale bestritten die Meister der Landesligen Bayern und Württemberg:
- EV Landsberg - ERV Ravensburg 15:0, 10:4

Finale
- EV Landsberg - EG Brandenburg-Preussen Berlin 10:2

Landsberg stand damit als Aufsteiger in die Oberliga fest. Nach dem Beschluss der Aufstockung verzichteten Brandenburg-Preussen Berlin aufs Nachrücken. Dadurch stiegen der EV Ravensburg und der Zweite der Landesliga Bayern SG Nürnberg auf.